# Botka Lajosné
Botka Lajosné (Tiszaföldvár, 1949. április 12. –) iskolaigazgató, tanár, 2002 és 2010 között országgyűlési képviselő. Két fia közül az idősebb, Botka László politikus.

## Életpályája
Kémia-fizika szakos középiskolai tanárként egy szegedi szakközépiskolában tanított, majd 1976-tól a szolnoki Varga Katalin Gimnázium tanára, igazgatóhelyettese, később igazgatója volt, 2002-ig. 2002 és 2006 között Szolnok polgármestereként dolgozott. 2002 és 2010 között országgyűlési képviselő volt. A 2010-es választásokon nem indult.